# Gôdirré
Gôdirré ist ein 815 m hoher Berg in Dschibuti. Er liegt in der Region Arta im Süden Dschibutis.

## Geographie
Der Berg liegt östlich des Ghoubbet-el-Kharab und bildet den Anstieg zum Hochland, das Dschibuti und Äthiopien trennt. Er liegt zwischen den Wadis ‘Ali ‘Oumar und Ourcha, die beide zum Oued D'Ambouli im Norden entwässern. Dort verläuft auch die RN1. Der Berg erreicht eine Höhe von 815 m.

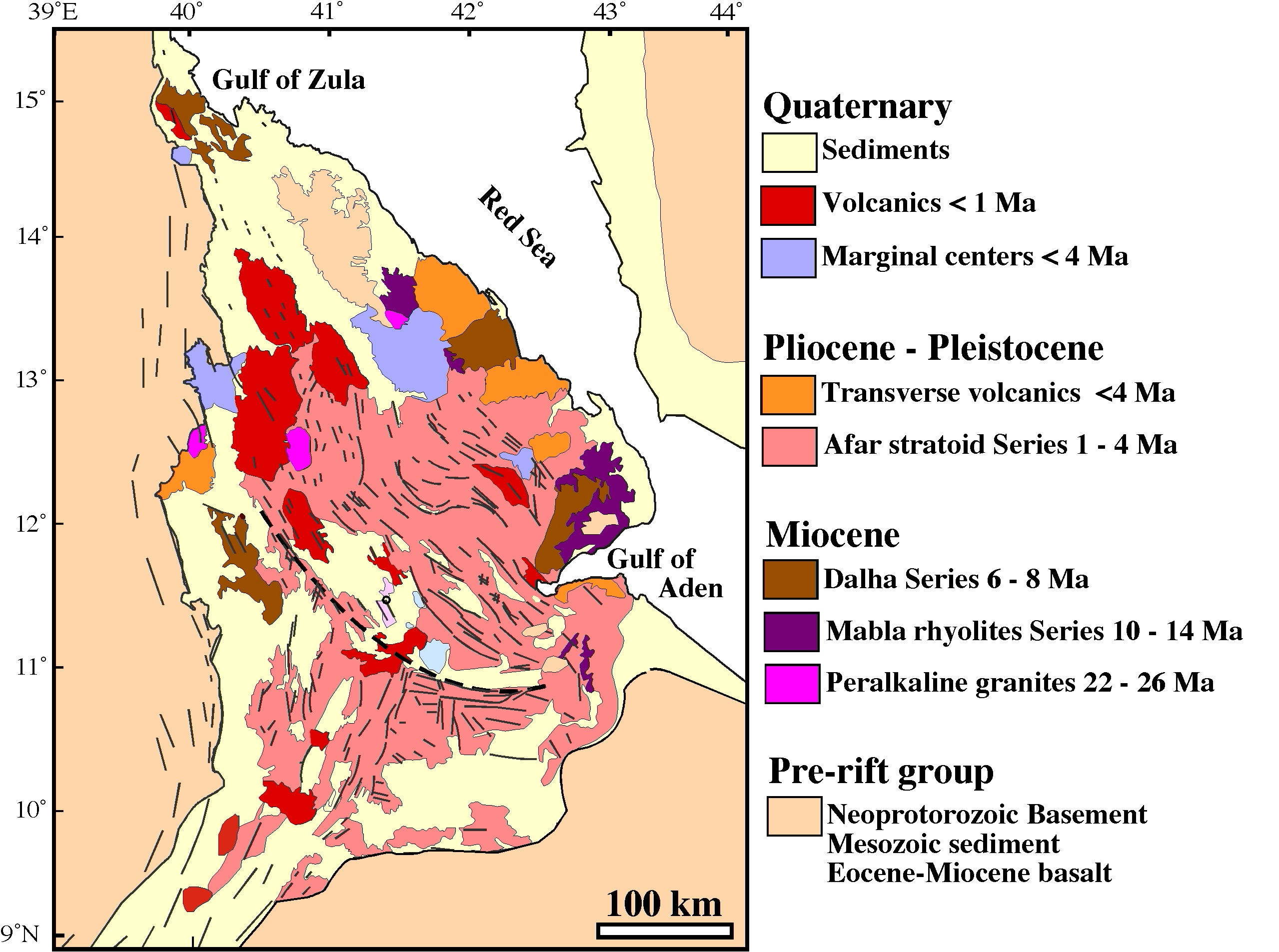
Geologie des Afar-Dreiecks.